# 克里斯·巴斯汉姆
克里斯·巴斯汉姆（英語：Chris Basham，1988年7月20日—）是已退役英格兰足球员，司职后卫，曾效力於英超球隊谢菲尔德联。

## 生平

### 俱乐部
巴斯汉姆的青训生涯是在纽卡斯尔联度过的。2006年，他加盟博尔顿，并被博尔顿租借到低级别球队斯塔福德流浪和罗奇代尔锻炼。
2008年11月29日，巴斯汉姆在博尔顿客场4比1击败桑德兰的比赛第89分钟替补前锋埃尔曼德出场，第一次代表博尔顿比赛。2009年4月11日，巴斯汉姆在对阵切尔西的比赛中第65分钟替补埃尔曼德出场，并在74分钟打进职业生涯的第一个进球。
2009年11月6日，巴斯汉姆和博尔顿续约至2012年。
2010年8月13日，巴斯汉姆和刚升入英超的布莱克浦签约三年，转会费并未透露,，但相信大约在100万英镑左右。他在2010/11赛季首轮客场4比0维甘竞技的比赛中第一次代表球队出场。2011年12月10日，巴斯汉姆在英格兰足球冠军联赛布莱克浦和南安普顿的比赛中打进加盟布莱克浦后的首个正式比赛进球。
2013年5月19日，英冠黑池宣佈有12名球員球會會執行合約內優先續約權條款延長一年合約，巴斯汉姆為其中之一。
2014年6月14日，於6月底約滿英冠球會黑池的巴斯汉姆轉投英甲球会谢菲尔德联，合約為期三年。2023年10月7日對富咸的英超賽事，時年35歲及擔任隊長的巴斯汉姆右路大腳傳中，但左腳足踝就嚴重拗傷，斷開至「L型」，雙方球員見到受傷場面都抱住頭表現驚恐，軍醫於場內治療13分鐘後，巴斯汉姆由擔架抬走。最終富咸下半場入3球以3比1勝出。

## 榮譽
谢菲尔德联
- 英格蘭足球甲級聯賽冠軍 : 2016–17[9]

## 外部連結
- 足球数据库：克里斯·巴斯汉姆的球员统计数据